# Raión de Úzhgorod
Raión de Úzhgorod (en ucraniano: Ужгородський район) es un raión o distrito de Ucrania en el óblast de Zakarpatia. La capital es la ciudad de Úzhgorod.
Comprende una superficie de 2362,4 km².

## Demografía
Según estimación 2010 contaba con una población total de 74399 habitantes.

## Otros datos
El código KOATUU fue 2124800000. El código postal 89410 y el prefijo telefónico +380 3122.